# Xã Lafferty, Quận Izard, Arkansas
Xã Lafferty (tiếng Anh: Lafferty Township) là một xã thuộc quận Izard, tiểu bang Arkansas, Hoa Kỳ. Năm 2010, dân số của xã này là 82 người.